# سامسونگ گلکسی اف۱۳
سامسونگ گلکسی اف ۱۳ یک گوشی هوشمند میان رده است که توسط سامسونگ الکترونیکس ساخته شده‌است. این گوشی در ۲۲ ژوئن ۲۰۲۲ معرفی شد و بخشی از سری گلکسی F سامسونگ است. در ۲۲ ژوئن ۲۰۲۲، سامسونگ گلکسی F13 را با قابلیت تعویض خودکار داده در هند عرضه کرد.